# کلاه‌زنانه‌ها
کلاه‌زنانه‌ها (نام علمی: Thelymitrinae) نام یک subtribe از تبار درازگوشان است.